# Bellestar (Ribagorza)
Bellestar es una localidad española perteneciente al municipio de Graus, en la Ribagorza, provincia de Huesca (Aragón). Su lengua propia es el aragonés bajorribagorzano.
Destaca su iglesia parroquial del siglo XVI y la ermita de San Esteban, posiblemente del siglo XII.